# 钨青铜

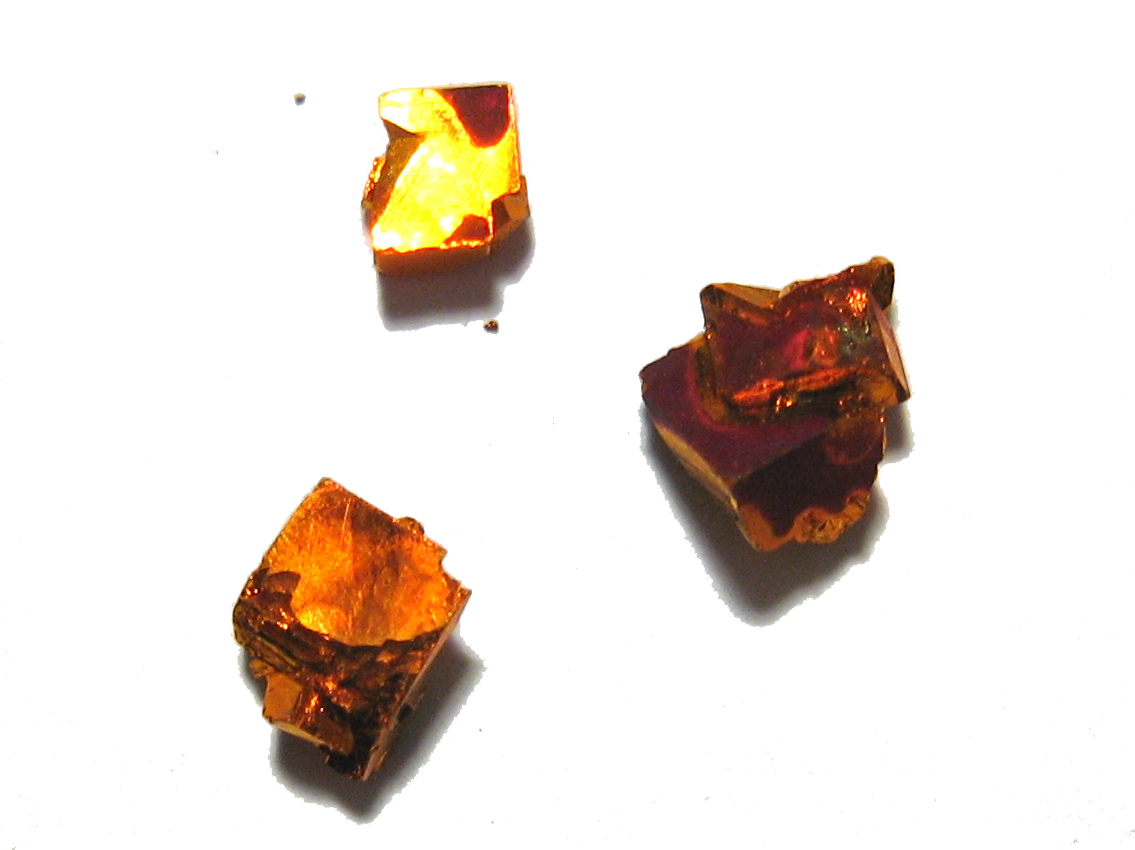

钨青铜（TB）是一类化学式为MxWyOz的化合物。由于钨(W)比钼(V)稳定，钨青铜要比钼青铜的稳定性高。
将三氧化钨在酸性溶液中还原，可以得到氢钨青铜HxWO3。钨还原钨酸钠或钨酸钾和三氧化钨的共熔体，可以得到钠钨青铜或钾钨青铜。
一些化合物具有钨青铜的结构，如Sr0.6Ba0.4Nb2O6等。